# Adelaide Lala Tam
Adelaide Lala Tam (Hong Kong) é uma disigner, artista conceitual e ativista ambiental chinesa, residente em Rotterdam.
Formou-se em Design na Academia de Eindhoven. No ano 2021, foi reconhecida pela BBC em sua lista anual 100 Mulhere mais inspiradorados do mundo e pelo editorial William Reed - criadores do The World's 50 melhores restaurantes - na lista dos 50 Next.
Nas suas criações, Adelaide Lala Tam trata de enfrentar os consumidores da realidade da indústria alimentar. Um exemplo é o seu projeto 0.9 Gramas de Latão. Uma máquina de venda automática que vende clipes de papel de latão fabricados de material reciclável proveniente de cartuchos de armas de fogo utilizados em abatedouros bovinos. Obteve o Future Food Design Awards de 2018 por este projeto, nos Países Baixos.